# Аэтий
Аэтий (др.-греч. Ἀέτιος) — персонаж древнегреческой мифологии. Сын Анфа. Правил в области Трезена. Переименовал Антию (Ἄνθεια) в Посидонию (Ποσειδωνία). Построил храм Зевса Сотера. В его землю пришли Трезен и Питфей, и стало три царя. Много лет спустя потомки Аэтия отправились из Трезена и основали в Карии Галикарнас и Минд.